# إكسيمر

إكسيمر بيرين

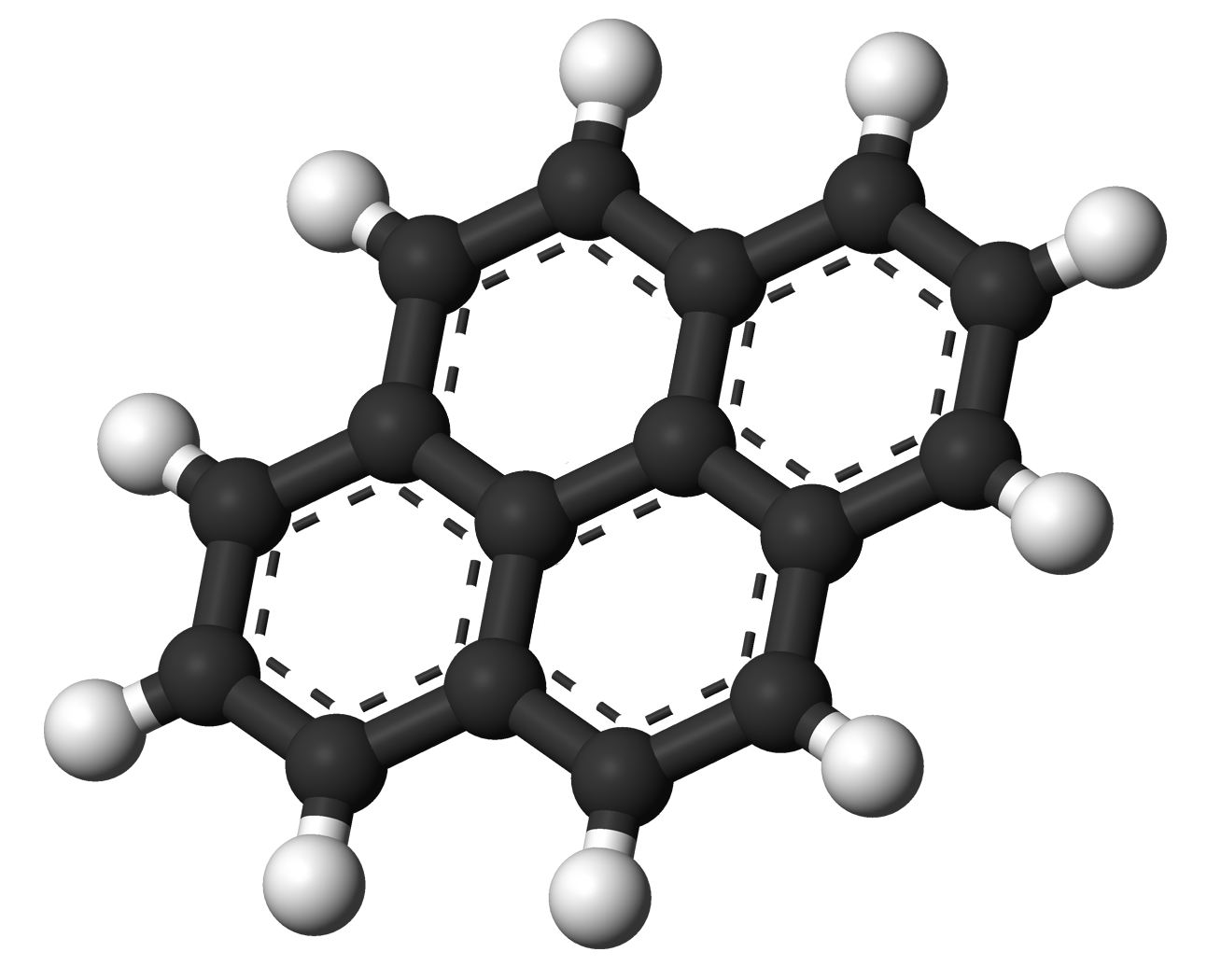
إكسيمر بيرين ، شكل 3 الأبعاد.

إكسيمر  في الكيمياء (بالإنجليزية: excimer)‏ أو ثنائي وحدات مثار  excited dimer

هو جزيئ ثنائي وحدات قصير العمر يتكون من جزئين أحدهما مثار إلكترونيا . والإكسيمر يتكون في الغالب من ذرتين لأو جزيئين لا يوجد بينها ترابط إذا تواجد في الحالة القاعية من الطاقة . لذلك تكون عمر الإكسيمر قصير جدا في حدود عدة نانو ثانية. ويمكن بربط أعدادا كبيرة في حالة الإثارة منها حيث تكوّن تجمعات مادة رايدبرج ، إطالة عمرها إلى ما يزيد عن عدة ثوان .

## تحضيرها وتحللها

مدارات الجزيئ.

طبقا لنموذج جزيئ المدارارت تتكون الحالة القاعية للجزيئ عندما تتخذ الإلكترونات أقل مستويات الطاقة فيه . وطبقا لمبدأ استبعاد باولي يمكن لإلكترونين على الأكثر شعل أحد المدارات ، وعندما يشغل إلكترونان مدارا فإنه لا بد من أن يتخذ أحدهما عزما مغزليا معكوسا عن الآخر. ويسمى المدار المشغول الأعلى في الجزيئ هومو HOMOوالمدار المشغول المنخفض لومو LUMO ، وتسمى الفرق في الطاقة بين هذين المدارين فجوةهومو/لومو. فإذا امتص الجزيئ فوتونا ضوئيا وتكون طاقته أكبر من الفجوة فقد يُثار أحد الإلكترونات الموجودة في لمدار المنخفض إلى مدار أعلى . عندئذ نقول أن الجزيئ في حالة إثارة.
وتحضر الإكسيمرات عندما يكون أحد وحدات الجزيئ في حالة إثارة. وعندما يعود الإكسيمر إلى الحالة الأرضية ثانيا تنقسم وحداته وكثيرا ما تتنافر من بعضها البعض . ويكون ذلك مصحوبا بإصدار شعاع ضوئي كون عادة ذو طول موجة أطول عن تلك التي يشعها وحدة أحادية monomer. ولذلك يمكن تعيين الإكسيمر عن طريق قياس إشعاعه الفلوري.
ونظرا لتحضير الإكسيمر عن طريق تفاعل تنائي الجزيئات ، فلذلك تحفزه كثافة عالية للوحدات الأحادية. أما في حالة الكثافة المنخفضة فإنها تنتج وحدات أحادية مثارة تضمحل سريعا إلى الحالة الأرضية قبل أن تدخل في تفاعل مع وحدة أحادية أخرى غير مثارة من أجل أن تنتج ثنائي وحدات مثار.

## تقنية الليزر
تستخدم بعض مواد الإكسيمر في إنتاج أشعة الليزر . وهي مواد يمكن إثارة جزيئاتها ، وعندما تعود الجزيئات إلى حالتها القاعية من الطاقة فإنها تصدر موجاتا ضوئية لها طول موجة واحد ، وتلك الموجات هي التي تحتاجها تقنية الليزر. ويقدر زمن الاضمحلال (عودة الإلكترون المثار إلى الحالة الأرضية) عدة نانو ثانية . ويتبوأ ليزر الإكسيمرات مكانا هاما وبصفة خاصة تلك التي تصدر فوتونات في نطاق الأشعة فوق البنفسجية . ويتكون الوسط النشيط لليزر من الفلور F2) 157) نانو متر أو فلوريد الأرجون
ArF) 193;nm ) أو فلوريد الكريبتون ( KrF) يعطي أشعة طول موجتها 248 نانو متر أو وكلوريد الزينون (XeCl)
308;nm أو فلوريد الزينون ( XeF) يعطي أشعة طول موجتها351 نانو متر).
وكل تلك الليزرات تستخدم في الطب وفي الحفر الليثوغرافي على المعادن و كذلك لحفر الرقاقات الإلكترونية ,هي مرحلة من مراحل إنتاج نصف الموصلات.

## اقرأ أيضأ
- ليزر إكسيمر
- ليزر فلوريد الكريبتون
- البلمرة.
- كيمياء بوليمرات
- عجينة البوليمر
- ليزر نايك
- فلورية